# Cupressopathes gracilis
Cupressopathes gracilis är en korallart som först beskrevs av Thomson och Simpson 1905.  Cupressopathes gracilis ingår i släktet Cupressopathes och familjen Myriopathidae.
Artens utbredningsområde är Indiska oceanen. Inga underarter finns listade i Catalogue of Life.